# Tomas Malmqvist
Nils Tomas Malmqvist, född 17 augusti 1968 i Skåne, är en svensk travtränare och travkusk. Han är verksam i Trelleborg i Skåne län och har Jägersro i Malmö som hemmabana.
Malmqvist har närmare 50 hästar i träning. Han är särskilt inriktad på unghästar. Hans vinstrikaste hästar är Uncertain Age och Flying Fortuna. Han har tränat hästar som Tumble Dust, Backfire, Calle Crown, Donna di Quattro och Montana Chill.

## Segrar i större lopp
| År   | Lopp                               | Häst             | Kusk                 | Lopptyp |
| ---- | ---------------------------------- | ---------------- | -------------------- | ------- |
| 1998 | E3-final (långa), ston             | Montana Chill    | Erik Adielsson       | Grupp 1 |
| 1998 | E3-final (korta), ston             | Montana Chill    | Erik Adielsson       | Grupp 1 |
| 2003 | Danskt Trav-Kriterium, 3-åriga h/v | Hennessey        | Preben Kjaersgaard   | Grupp 2 |
| 2006 | Breeders' Crown, 3-åriga h/v       | Sillochnubbe     | Jorma Kontio         | Grupp 1 |
| 2009 | Danskt Travderby                   | Nice Little Ärt  | Johnny Takter        | Grupp 1 |
| 2011 | Silverdivisionens final, nov       | Nick Nock        | Johnny Takter        | -       |
| 2012 | Danskt Stoderby                    | Ragna Opal       | Kasper K. Andersen   | Grupp 1 |
| 2012 | Svampen Örebro                     | Tumble Dust      | Erik Adielsson       | Grupp 2 |
| 2013 | Svampen Örebro                     | Elton Attack     | Jorma Kontio         | Grupp 2 |
| 2014 | Svampen Örebro                     | Tunika           | Björn Goop           | Grupp 2 |
| 2014 | Drottning Silvias Pokal            | Backfire         | Johnny Takter        | Grupp 1 |
| 2014 | Axel Jensens Minneslopp            | Tumble Dust      | Björn Goop           | Grupp 2 |
| 2014 | Danskt Travderby                   | Tumble Dust      | Björn Goop           | Grupp 1 |
| 2014 | Breeders' Crown, 2-åriga           | Sucre            | Johnny Takter        | -       |
| 2014 | Breeders' Crown, 4-åriga ston      | Backfire         | Johnny Takter        | Grupp 1 |
| 2014 | Critérium Continental              | Tumble Dust      | Björn Goop           | Grupp 1 |
| 2015 | Lovely Godivas Lopp                | Backfire         | Johnny Takter        | Grupp 2 |
| 2015 | Treåringseliten                    | Sucre            | Christoffer Eriksson | Grupp 2 |
| 2015 | Breeders' Crown, 2-åriga           | Borups Powerful  | Christoffer Eriksson | -       |
| 2015 | Prix Klymene                       | Donna di Quattro | Björn Goop           | -       |
| 2016 | Prix d'Angouleme                   | Donna di Quattro | Franck Ouvrie        | -       |
| 2016 | Steinlagers Äreslöp                | Donna di Quattro | Björn Goop           | -       |
| 2016 | E3-final (långa), ston             | Uncertain Age    | Christoffer Eriksson | Grupp 1 |
| 2021 | Malmö stads pris                   | M.T.Oscar        | Ken Ecce             | Grupp 2 |
| 2022 | Prix Emmanuel Margouty             | Kamehameha       | Éric Raffin          | Grupp 2 |
| 2023 | Harper Hanovers Lopp               | Eric The Eel     | Magnus A. Djuse      | Grupp 1 |
| 2023 | Fyraåringseliten för ston          | Jazzy Perrine    | Björn Goop           | Grupp 2 |